# 维特拉克
维特拉克（法語：Vitrac，法語發音：[vitʁak]）是法国多尔多涅省的一个市镇，属于萨拉拉卡内达区。

## 地理
维特拉克（44°49'50"N, 1°13'37"E）面积14.38 平方千米，位于法国新阿基坦大区多爾多涅省，该省份为法国西南部内陆省份，是法國本土面积第三大的省，大致对应佩里戈尔地区，北起顺时针与夏朗德省、上维埃纳省、科雷兹省、洛特省、洛特-加龙省、吉倫特省和滨海夏朗德省接壤。
与维特拉克接壤的市镇（或旧市镇、城区）包括：萨拉拉卡内达、拉罗克加雅克、韦扎克、多姆、卡尔萨克-阿亚克。

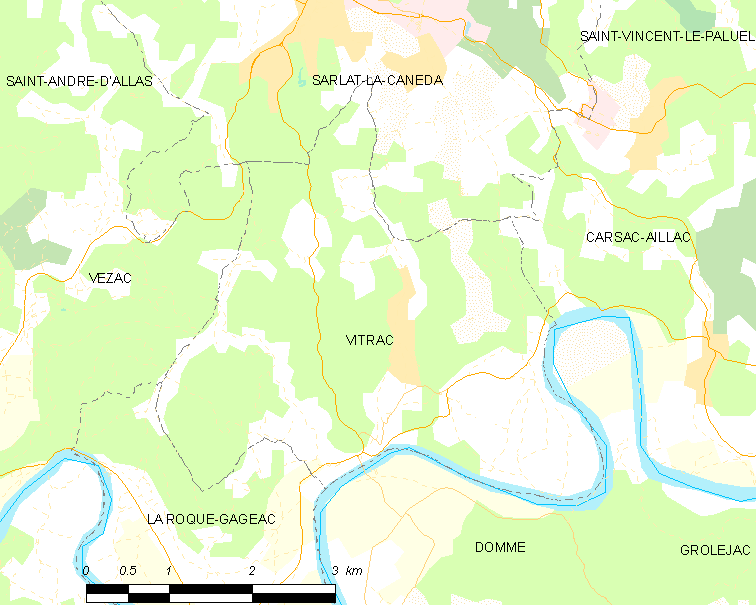
维特拉克的OSM定位图

维特拉克的时区为UTC+01:00、UTC+02:00（夏令时）。

## 行政
维特拉克的邮政编码为24200，INSEE市镇编码为24587。

## 政治
维特拉克所属的省级选区为萨拉拉卡内达县。

## 人口

1962-2008年间维特拉克人口变化图示

维特拉克于2022年1月1日时的人口数量为857人。